# 人類SOS!
『人類SOS!』（じんるいエスオーエス、原題：The Day of the Triffids）は、1962年のイギリス映画。
ジョン・ウィンダムのSF小説『トリフィド時代』の映画化作品である。『宇宙征服』などを手がけた脚本家のフィリップ・ヨーダンが脚色し、自ら製作総指揮も努めた。
トリフィドが集団で人間を襲うシーンなどが、1968年のジョージ・A・ロメロ監督のゾンビ映画『ナイト・オブ・ザ・リビングデッド』でゾンビが人間を襲うシーンの描写などに多大な影響を与えていることが知られている。

## ストーリー
ある日、地球に大量の流星雨が降り注いだ。それを見た地球上の大部分の人々は翌日には失明してしまったが、アメリカ人船員ビル・メイスンは目に包帯を巻いて入院していたため、失明をまぬがれる。やがて、動き回る食肉植物トリフィドが現れ、目の見えなくなった人々を襲いながら急速に繁殖していく。ビルが途中で目の見える少女スーザンを救い、安全な場所を求めてさ迷い続ける一方、海岸の灯台に篭もっていた生物学者のグッドウィン夫妻も失明を免れていたが、トリフィドの魔手はその灯台にまで迫っていく。
しかし、灯台の頂上まで追い詰められた夫妻に苦し紛れに消火用の海水をかけられたトリフィドは、溶けだしてしまう。意外なトリフィドの弱点が判明したことで、人類は救われた。

## キャスト
| 役名                       | 俳優                 | 日本語吹替                                 | 日本語吹替                                   | 日本語吹替                         |
| 役名                       | 俳優                 | NET版                                      | 東京12ch版                                   | テレビ東京版                       |
| -------------------------- | -------------------- | ------------------------------------------ | -------------------------------------------- | ---------------------------------- |
| ビル・メイスン             | ハワード・キール     | 小林修                                     | 森川公也                                     | 小林修                             |
| トム・グッドウィン         | キーロン・ムーア     | 森山周一郎                                 | 中田浩二                                     | 羽佐間道夫                         |
| カレン・グッドウィン       | ジャネット・スコット | 瀬能礼子                                   | 弥永和子                                     | 武藤礼子                           |
| クリスティーン・デュラント | ニコール・モーレイ   |                                            | 池田和歌子                                   | 芝田清子                           |
| スーザン                   | ジャニナ・フェイ     |                                            | 田浦環                                       |                                    |
| その他                     |                      |                                            | 石井敏郎 上田敏也 小谷野美智子 藤夏子 峰恵研 | 高木早苗 国坂伸 龍田直樹 峰あつ子  |
| 日本語版スタッフ           |                      |                                            |                                              |                                    |
| 演出                       | 演出                 |                                            | 田島荘三                                     | 春日正伸                           |
| 翻訳                       | 翻訳                 |                                            | 高橋京子                                     |                                    |
| 効果                       | 効果                 |                                            | PAG                                          | PAG                                |
| 調整                       |                      |                                            |                                              |                                    |
| 制作                       | 制作                 |                                            | トランスグローバル                           | グロービジョン                     |
| 解説                       |                      |                                            |                                              |                                    |
| 初回放送                   | 初回放送             | 1969年1月11日 『土曜映画劇場』 21:00-22:26 | 1974年10月3日 『木曜洋画劇場』 21:00-22:55   | 1982年8月9日 『2時のロードショー』 |

## スタッフ
- 製作総指揮：フィリップ・ヨーダン
- 製作：ジョージ・ピッチャー
- 監督：スティーヴ・セクリー、フレディ・フランシス（クレジットなし）
- 撮影：テッド・ムーア
- 編集：スペンサー・リーヴ
- 視覚効果：ウォーリー・ヴィーヴァーズ
- 音楽：ロン・グッドウィン